# 이의정 (배우)
이의정(1975년 12월 8일 ~ )은 대한민국의 배우이다. 대표작으로는 시트콤 《남자셋 여자셋》 등이 있다.

## 생애
1982년 아동복 패션쇼에서 발탁되어 모델부터 시작했으며1989년 MBC 《뽀뽀뽀》에서 첫 TV  프로그램 데뷔하였고 이어 같은 해 KBS 《어린이 극장》으로 정식 데뷔하였다. 1997년에 걸그룹 베티(Betty)를 결성해 가수로 활동한 적이 있다. 2005년에는 여성 듀오 알모너를 결성하여 가수 활동을 재개하기도 했다.

## 학력
- 서울한남초등학교 (졸업)
- 장충여자중학교 (졸업)
- 은광여자고등학교 (졸업)
- 수원여자대학교 무용과 (전문 학사)
- 동덕여자대학교 방송연예과 (학사)

## 출연작

### 드라마
- 1989년 MBC 《한지붕 세가족》
- 1989년 KBS2 《빨주노초파남보》
- 1991년 SBS 《은하수를 아시나요》 ... 어린 윤지선 역 (김영란 아역)
- 1992년 SBS 《궁합이 맞습니다》
- 1992년 MBC 《질투》 ... 어린 유하경 역 (최진실 아역)
- 1993년 KBS2 《일월》 ... 어린 김순애 역 (홍리나 아역)
- 1993년 SBS 《공룡선생》
- 1993년 MBC 《우리들의 천국》
- 1994년 KBS2 《일요일은 참으세요》 ... 빵집 종업원 역
- 1994년 KBS1 《사랑이 꽃피는 교실》
- 1994년 KBS2 《사랑의 인사》 ... 최미나 역
- 1995년 SBS 《서울 야상곡》
- 1995년 SBS 《LA아리랑》
- 1995년 KBS2 《남자 만들기》 ... 대대장 딸, 미자 역
- 1996년 MBC 《남자 셋 여자 셋》 ... 이의정 역
- 1997년 KBS2 《오늘은 남동풍》
- 2000년 MBC 《세친구》 ... 정의정 역
- 2000년 MBC 《깁스가족》
- 2000년 MBC 《사랑은 아무나 하나》 ... 김동자 역
- 2001년 KBS2 《귀여운 여인》 ... 정연숙 역
- 2002년 SBS 《지금은 연애중》 ... 강수지 역
- 2002년 MBC 《연인들》 ... 문화홈쇼핑 작가 이의정 역(카메오 단역)
- 2003년 MBC 《위풍당당 그녀》 ... 김은수 역
- 2003년 SBS 《오픈드라마 남과 여 - 계장수와 반마리》 ... 반마리 역
- 2005년 SBS 《루루공주》 ... 이재경 역
- 2007년 OCN 《가족연애사 2》 ... 의정 역
- 2007년 SUPER ACTION 《도시괴담 데자뷰 시즌 1》
- 2010년 SBS 《산부인과》 ... 연임 역 (특별출연)
- 2010년 MBC 《즐거운 나의 집》 ... 김진해 역
- 2011년 SBS 《내사랑 내곁에》 ... 이주리 역
- 2015년 대교어린이TV 《어울림》

### 영화
- 2014년 《캠퍼스 S 커플》
- 2000년 《공포택시》
- 1993년 《소녀 18세》

### 뮤지컬
- 1997년 《보물섬》

## 방송
- 1994년 MBC 《뽀뽀뽀》 ... 제 11대 뽀미언니
- 1994년 MBC 《오늘은 좋은날》
- 1995년 MBC 《토요일 토요일은 즐거워》 ... MC
- 1995년 MBC 《스타예감》 ... MC
- 1996년 SBS 《날아라 호킹》 ... MC
- 1996년 동아TV 《출동! 오작교 특공대》 ... MC
- 1996년 KBS1 《TV는 사랑을 싣고》 - 게스트
- 1996년 대교방송 《도전 게임챔프》 ... MC
- 1996년 KMTV 《토요스페셜》 ... MC
- 1997년 MBC FM 《이의정의 FM 데이트》 ... DJ
- 1997년 MBC FM 《정오의 희망곡》 ... DJ
- 1997년 KBS2 《슈퍼선데이 - 시트콤 별빛마을 사람들》
- 1998년 SBS 《기쁜 우리 토요일》 ... MC
- 1998년 KBS2 《자유선언 오늘은 토요일》 ... MC
- 2005년 MBC 《사과나무》 ... MC
- 2005년 CBS FM 《이의정의 12시에 만납시다》 ... DJ
- 2006년 YTN 《이의정의 뮤직타임》
- 2007년 tvN 《옥주현의 나쁜 여자》 ... 패널
- 2008년 tvN 《김구라의 위자료 청구 소송》
- 2010년 MTN 《이의정의 라이프 매거진》 ... MC
- 2019년 채널A 《리와인드 - 시간을 달리는 게임》
- 2019년 SBS 《불타는 청춘》고정 출연

초대손님
- 2009년 《환상의 짝꿍》MBC
- 2009년 《강심장》SBS

## 가수 활동
음반
- 1997년 《난중난색 (難中難色)》 - Uno & Betty
- 2005년 《First Album Boom Shake It》[2] 싱글
- 2009년 《REENGAGING》싱글

## 기타 활동
- 1980년대 후반 아역때부터 빙그레 전속모델

### CF
- 1990년 남양유업 꼬모
- 1992년~1993년 빙그레 야채타임,해씨호씨,빵또아,컵스컵스,아이스볼,더위사냥,맛보면,투게더,포테토칩핫,링클콘,메로나,바나나맛우유,뽕따형,후로즌트,뉴컵스소르베,요피
- 1996년 빙그레 빠작바
- 1997년 SK 텔레콤 스피드 011
- 1997년 한화종합화학 한화나무나라
- 1997년 애경산업 크린앤화이트
- 1998년 남양유업 이오
- 1998년 한화종합화학 수맥황토방
- 1998년 LG전자 LG아하프리
- 2000년 롯데건설 롯데아파트

## 수상
- 1997년 MBC 코미디대상 인기상

## 가족 관계
- 어머니 : 전천득